# Peter I van Oldenburg
Peter Frederik Lodewijk van Holstein-Gottorp (Riesenburg 17 januari 1755 – Wiesbaden 21 mei 1829) was van 1785 tot 1803 prins-bisschop van Lübeck, van 1785 tot 1823 regent en daarna tot 1829 hertog van Oldenburg. Hij was de zoon van George Lodewijk, de jongste zoon van Christiaan August van Holstein-Gottorp en van Sophie prinses van Sleeswijk-Holstein-Sonderburg-Beck (Schlodien 31 december 1722-Hamburg 7 augustus 1763).
Hij groeide na de vroege dood van zijn ouders op aan het hof van zijn oom prins-bisschop Frederik August en later bij zijn nicht Catharina de Grote. Hij werd, daar Frederik Augusts zoon Peter Frederik Willem zwakzinnig was, in 1776 coadjutor en na Frederik Augusts dood in 1785 prins-bisschop van Lübeck en regent van Oldenburg, waar Willem formeel de hertogelijke troon besteeg.
Het Prinsbisdom Lübeck werd door de Reichsdeputationshauptschluss in 1803 geseculariseerd en als Vorstendom Lübeck bij Oldenburg gevoegd. Het hertogdom werd in 1806 door Nederlandse en Franse troepen bezet.De Vrede van Tilsit kende Oldenburg in 1807 weer aan Willem toe en het land werd in 1808 lid van de Rijnbond. Op 10 december 1810 werd het echter door Napoleon Bonaparte bezet nadat Peter had geweigerd in te gaan op diens voorstel het te ruilen voor Erfurt.
Peter vluchtte naar zijn familie in Rusland en keerde na de val van Napoleon in 1813 terug. Het Congres van Wenen verhief Oldenburg in 1815 tot groothertogdom en breidde het uit met onder andere het Vorstendom Birkenfeld. In 1818 stond tsaar Alexander I Jever af. Na Willems dood in 1823 werd Peter formeel staatshoofd, zonder echter de groothertogelijke titel te voeren. Hij stierf in 1829 en werd opgevolgd door zijn zoon Paul Frederik August.

## Huwelijk en kinderen
Op 26 juni 1781 trad hij in het huwelijk met Frederika Elisabeth Amalia van Württemberg (dochter van hertog Frederik Eugenius), die reeds in 1785 stierf. Zij schonk hem twee zonen:
1. Paul Frederik August (1783-1853)
2. Peter Frederik George (1784-1812)